# Драглайн

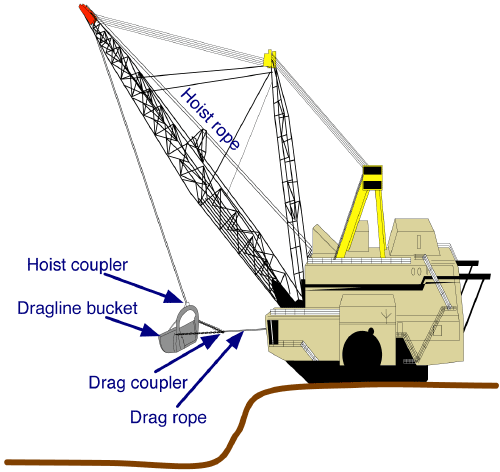
Схема основних елементів драглайна

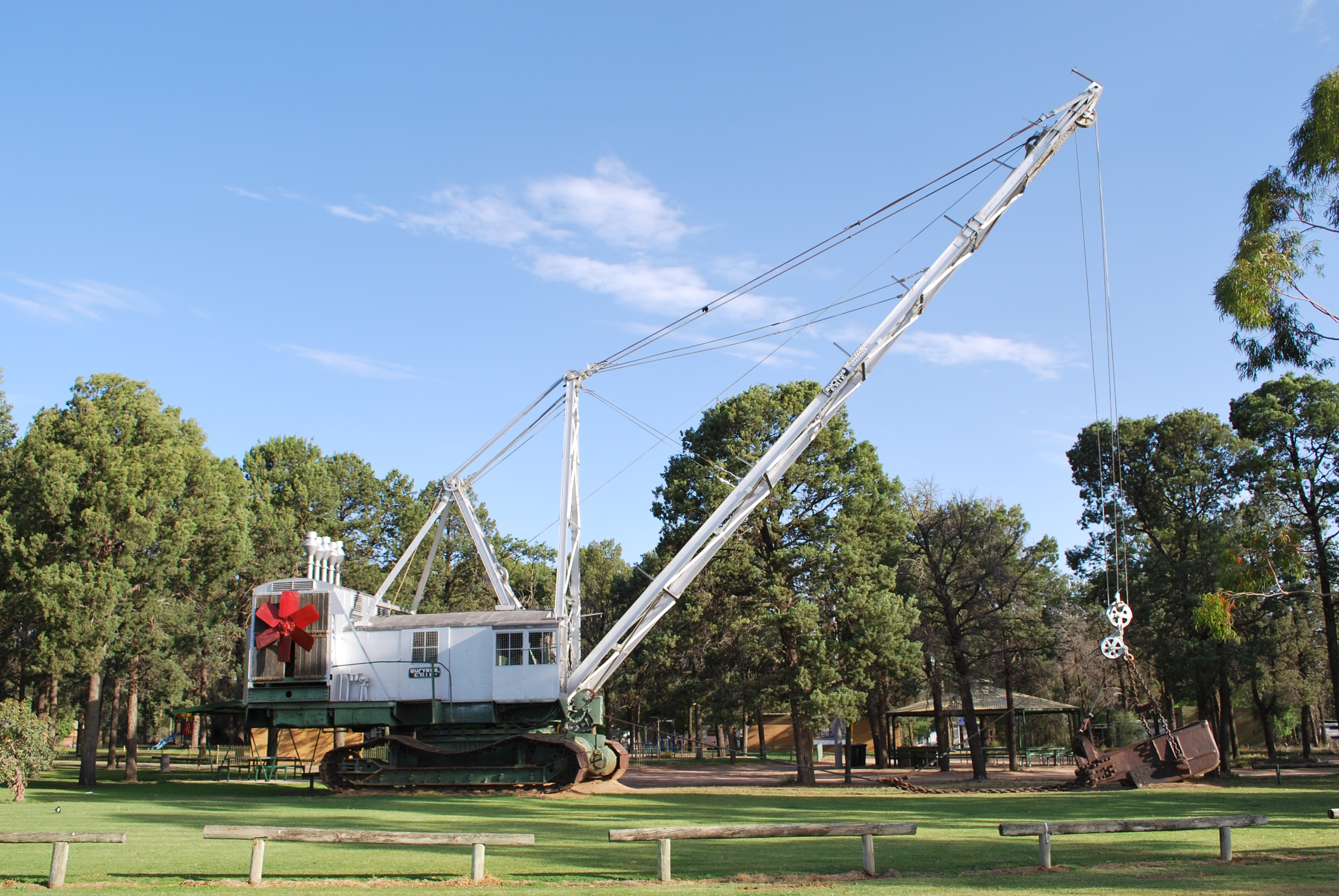
Зовнішній вигляд драглайна

Драглайн, Драґлайн (англ. dragline, walking dra-gline; нім. Schürfkübelbagger m) — одноківшева самохідна виймально-навантажувальна машина циклічної дії, у якої ківш має гнучкий зв'язок із стрілою та поворотною платформою з допомогою канатів та блоків.

## Основні характерні особливості та характеристики
Переміщення драглайну здійснюється крокуючим чи гусячим ходом. Ємкість ковша сучасних марок Д. становить 4…168 м3. Довжина стріли 36…65 м. Використовується в кар'єрах та при будівництві гідротехнічних споруд. Призначений для виїмки в осн. нижнім (рідше верхнім) черпанням висаджених гірських порід І-IV категорій міцності при розкривних роботах за безтранспортною системою з укладанням породи у вироблений простір або на борт кар'єру, для навантаження гірн. маси в транспортні засоби. Д. пересувається за допомогою гідравлічної системи. Вибір на її користь був зроблений через меншу масу та можливість зміни довжини кроку машини, що допомогло зменшити навантаження на конструкції і збільшити строк роботи.

## Історія
Ідея створення Д. належить Леонардо да Вінчі (XVI ст.), а перший Д. виготовлений в 1884 р. у США. В СРСР перша машина такого роду з'явилася у 1946 (3,5/36ЭШ).

## Різновиди і напрямки розвитку

Драглайн

Д. розрізнюють за місткістю ковша, довжиною стріли, її конструктивним виконанням і способом підвіски до стояка, типом ходового пристрою, структурою привода гол. механізмів і їх розташуванням на поворотній платформі. Осн. напрямки розвитку Д.: збільшення довжини стріли до 115—125 м., застосування сплавів алюмінію в конструкціях стріл для здешевлення виробництва і збільшення надійності конструкції.

## Застосування
Дослідники CSIRO в Австралії мають довгостроковий дослідницький проект з автоматизації драглайнів. Команди з автоматизації гірничих робіт у QCAT, підрозділі CSIRO, розробляють технологію автоматизації з 1994 року. Автоматизовані системи включають круїз-контроль і цифрове картографування місцевості. Серед діючих рішень - концептуальна система круїз-контролю з поворотним механізмом для драглайнів на машині Tarong BE1370.

## Базові вітчизняні моделі
Існує шість базових моделей Д. В Україні Д. виготовляються на Новокраматорському машинобудівному заводі (НКМЗ). Технічна характеристика вітчизняних Д. виробництва НКМЗ:
| Назва машини                 | 6,5/45ЭШ | 11/70ЭШ   | 14/50ЭШ | 15/80ЭШ | 20/65ЭШ | 10/100ЭШ |
| ---------------------------- | -------- | --------- | ------- | ------- | ------- | -------- |
| Об'єм ковша, м3              | 6,5      | 11        | 14      | 15      | 20      | 10       |
| Довжина стріли, м            | 45       | 70        | 50      | 80      | 65      | 100      |
| Тривалість робочого циклу, с | 39       | 52,5 - 59 | 39 - 45 | 58      | 52      | 60       |
| Продуктивність, м3/год       | 600      | 754       | 1292    | 930     | 1385    | 600      |
| Маса машини, т               | 278      | 623       | 615     | 1160    | 1070    | 1200     |

Всі Д. виробництва НКМЗ обладнані крокуючим ексцентриковим ходом, що забезпечує високу маневреність і прохідність машин.
Інша назва Д. — крокуючий екскаватор (англ. walk-ing dragline).

## Цікаві факти
Найбільша модель Д. у світі- крокуючий екскаватор 4250-W "Великий Маскі"  фірми «Bucyrus-Erie»(місткість ковша - 168 м3, маса Д. -  12 тис. т, продуктивність при розкривних роботах - 27-30 млн м3/рік. Д. працював на вугільному кар'єрі в Огайо, США.
Найбільший Д. в СРСР і на пострадянському просторі- 100/100ЭШ, який працював в Росії (Назарівський вуг. розріз, Кансько-Ачинський бас.)